# Mietshaus Bürgerwiese 22

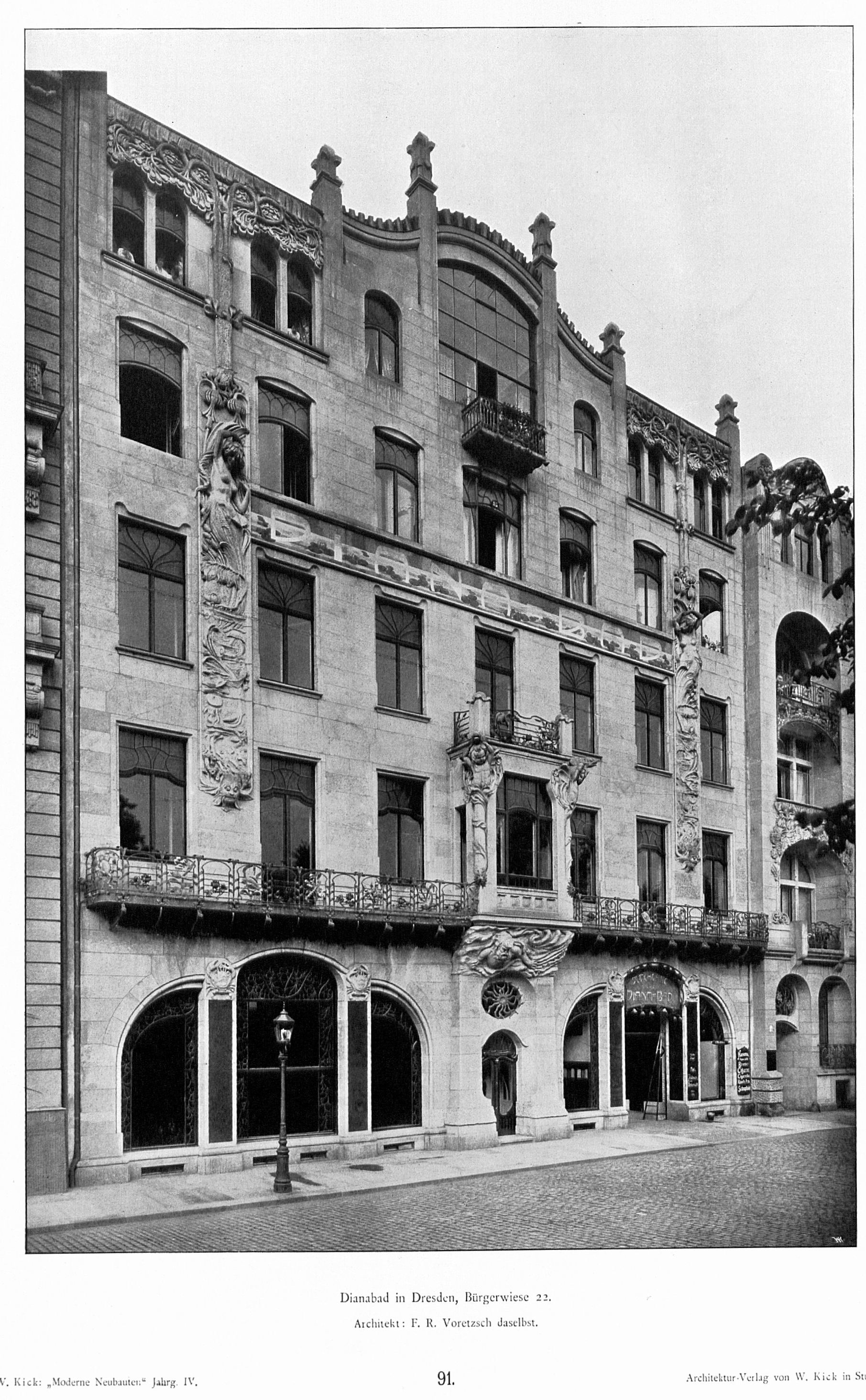
Dianabad, Bürgerwiese 22 Dresden

Das Mietshaus Bürgerwiese 22 (auch Dianabad) in Dresden wurde 1900 als luxuriöses Mietshaus erbaut. Bei den Luftangriffen auf Dresden wurde das Haus 1945 zerstört.

## Beschreibung
Die Fassade in einer „engen Verquickung“ aus Neobarock mit Jugendstil zeigte einen „besonders hohe[n] gestalterische[n] Aufwand“, der „außerordentliche“ Baukosten zur Folge hatte. Entworfen hatte das kostspielige Palais Felix Reinhold Voretzsch, der ein Architekturbüro im Dresdner Victoriahaus betrieb. Er hatte es als viergeschossiges Stadtpalais im Jugendstil innerhalb einer geschlossenen Bebauung erbaut. Geschmückt war es mit einer Plastik von Leopold Armbruster. Das Gebäude wurde 1945 zerstört und nicht wieder aufgebaut.
Das Haus wurde gemeinsam mit den Mietshäusern Bürgerwiese 20 und 24 an der Stelle des „Villerschen Hauses“ und des Seebachschen Hauses errichtet. Ersteres wurde von Woldemar Hermann im Jahr 1839 für Frédéric de Villers als „umfangreiche[r] Bau“ errichtet. Beide wurden u. a. für den Bau dieses Mietshauses abgebrochen.
Die Bezeichnung „Dianabad“ bzw. „Ehemaliges Dianabad“ stammte von den im Erdgeschoss befindlichen irisch-römischen Dampfbädern, Massageräumen und Räumen für Hydro- und Elektrotherapie. Heute würde man es als Sauna bezeichnen.